# La Fouine
Cet article concerne le rappeur français. Pour l'animal, voir Fouine. Pour le filet de pêche, voir Haveneau.
La Fouine, de son vrai nom Laouni Mouhid, né le 25 décembre 1981 à Trappes, dans les Yvelines, est un rappeur et chanteur français d’origine marocaine. Il quitte l'école à 14 ans pour se consacrer à la musique. Bien plus tard, La Fouine crée la Banlieue Sale, son propre label. Il crée ensuite sa propre marque de vêtements streetwear nommée Street Swagg. La Fouine est élu meilleur artiste français au MTV Europe Music Awards en 2011, et meilleur artiste masculin au Trace Urban Music Awards en 2013. La Fouine met des artistes en avant grâce à ses séries de mixtapes Planète Trappes (2004-2006) et Capitale du Crime (2008-2018). Avec deux millions d'abonnés sur YouTube, 7 millions d'abonnés sur Facebook et 4 millions sur Twitter, il est le rappeur français le plus suivi sur les réseaux sociaux en 2015. Le rappeur se décrit lui-même comme ayant deux personnages, le premier, qui est Laouni qui fait de la chanson française, de la variété, du pop-rap ainsi que du rap conscient. Deuxièmement, il y a le personnage La Fouine qui est plutôt d'un genre hip-hop, hardcore, gangsta rap et rap français. Dans un album de 2011 intitulé La Fouine vs Laouni les deux personnages sont réunis. Connu comme « le rappeur à la barbichette », il finit par la couper en juin 2016.
La Fouine compte plus d'un million d'albums vendus. Sans argent, en 2002, grâce à l'aide de LIM, un ancien de ses amis, il prend part à sa mixtape sur l'extrait Freestyle de Violence Urbaines ainsi que sur un extrait d'Alibi Montana intitulé C'est pour les mecs d'en bas, ce qui lui aura permis de se retrouver sur plusieurs compilations dont 109 Rap & R&B où il aura fait 3 apparitions en 2003 avec 3 titres suivis du maxi Boum Boum Boum en 2004 avec Mala. Le 26 octobre 2004, il publie sa première mixtape intitulée Planète Trappes. L'année qui suit, il sort son premier album intitulé Bourré au son. Il sort son deuxième album Aller-Retour en 2007 et est certifié double-disque d'or. De plus en plus connu, Laouni enchaîne les albums avec les mixtapes chaque année. Il sort Mes repères en 2009 puis La Fouine vs Laouni en 2011 et est certifié deux fois disque de platine,. En 2013, le rappeur publie son nouveau livre et son nouvel album, tous les deux intitulés Drôle de parcours. L'album est alors acheté plus de 200 000 fois. La Fouine, connu pour ses mixtapes Capitale du Crime, sort 4 compilations de la mixtape en 2008, 2010, 2011 et 2014 dont les trois derniers qui ont tous étés certifiés disque d'or. En 2014 en collaboration avec Sindy, Sultan et Fababy, il sort le projet pop intitulé Team BS certifié disque d'or en quelques semaines seulement. En 2016, il sort l'album Nouveau Monde dont environ 10 000 exemplaires sont vendus en un mois. Il travaille au projet Capitale du crime Censuré en 2017. En mai 2017, à l'occasion du Festival Mawazine au Maroc, La Fouine bat son plus grand record d'affluence public de sa carrière, atteignant les 150 000 personnes présentes dans son concert.
Une autobiographie intitulée Drôle de parcours, consacrée à la vie du rappeur, est sortie dans les librairies le 13 novembre 2013.
En avril 2024, ses streams augmentent de 152 % sur Spotify après sa performance aux Flammes.

## Biographie

### Enfance (1981–2000)

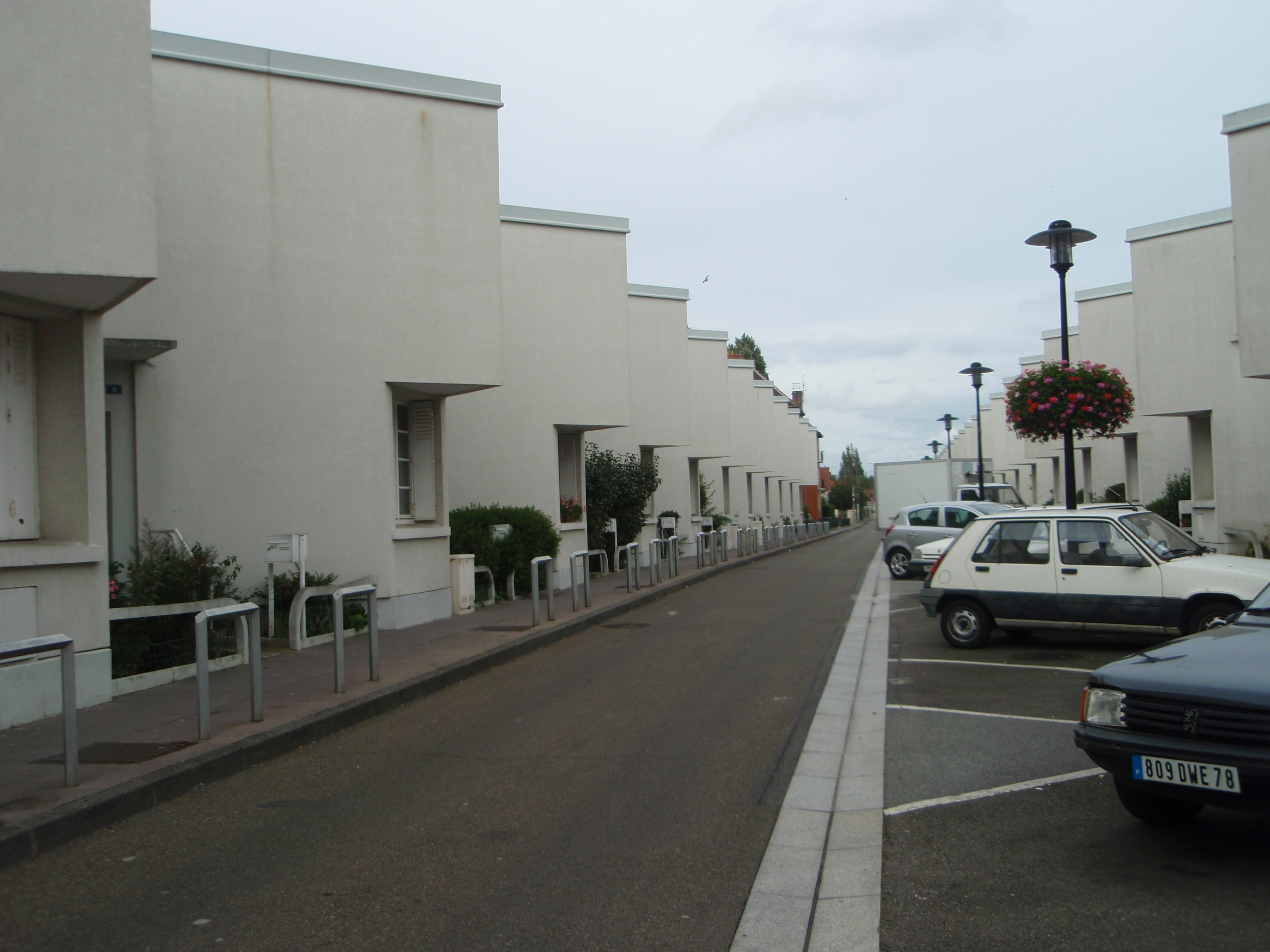
La cité des Dents de scie, à Trappes.

Né le jour de Noël 1981 à Trappes, le sixième dans une famille de sept enfants, de parents marocains arrivés en France en 1975, Laouni grandit en banlieue parisienne dans les Yvelines. Sa mère, Fatima (femme au foyer) originaire de Casablanca, est abandonnée dans sa jeunesse par ses parents au Maroc. Elle est alors adoptée jusqu'à ses 19 ans par une famille espagnole puis par une famille juive marocaine avant d'être recueillie par sa mère. Son père, Ahmed (qui à l'époque est menuisier), résidant à Casablanca, est originaire d'El Aounate, un village de la province de Doukkala située entre El Jadida et Settat. Ahmed Mouhid arrive en France dans les années 1970 en provenance de Casablanca. Les sept jeunes Mouhid (Laouni, Adil, Kamal, Hakim, Samira, Naima et Ilham) grandissent alors dans le square Jean Macé à Trappes. Fatima se sépare d'Ahmed dans les années 1990 et, sans moyens financiers, elle élève seule ses deux plus jeunes enfants en faisant appel aux Restos du cœur. Plus tard, La Fouine déclare dans Libération : « Ma mère était triste de ne pas pouvoir s’en sortir et dehors, je tombais sur mon père qui dormait dans sa voiture, il avait bu. ». En 2005, Fatima décède alors qu'Ahmed est retourné au Maroc.
En 1987 il entre à l'école primaire. À l'âge de huit ans, Laouni est inscrit par son père au cours de batterie au conservatoire de la ville de Trappes et prend ses premiers cours de solfège avec la guitare comme instrument de prédilection. De Jacques Brel à Léo Ferré en passant par Georges Brassens ou Otis Redding, bercé par les mélodies qu’écoutait l'ensemble de sa famille, il développe ainsi en grandissant une oreille musicale et surtout une sensibilité à toutes sortes de mélodies. Âgé de 9 ans, Laouni découvre le rap chez son voisin Hervé qui compose des beats hip-hop en tapant le rythme sur des livres de maths et une boîte de chicorée. En 1992, l'année où son père Ahmed inscrit Laouni au collège Youri Gagarine à Trappes, sa dernière sœur quitte le domicile familial. À la maison, il ne reste plus que lui et Hakim (alias Canardo) avec leurs parents. Les deux frères vont alors se réfugier dans un nouveau style musical : le rap. Inspiré par NTM, ATK, Kery James, Mobb Deep ou encore Snoop Dogg, il se met alors à écrire des morceaux et à les enregistrer ce qui lui permet d'être repéré par d'autres rappeurs amateurs et ainsi de faire la première partie de leurs spectacles dans de petites salles de quartiers. Âgé alors seulement de 10 ans, le jeune Laouni se retrouve avec deux amis à lui pour la première fois au commissariat après avoir volé un CD de Benny B. La Fouine, qui s'appelle à l'époque « Forcené », devient quelques années après membre actif du collectif GSP[source secondaire souhaitée]. Il fait partie du groupe éphémère FORS avec DJ VR (Hervé) et Le Griffon (Tarek Medimegh), créé principalement pour participer au tremplin 2 R puissance ART de la ville de La Verrière, où il décroche le deuxième prix[source secondaire souhaitée]. À partir de 1997, Laouni fait ses premières apparitions sur des petites compilations,.
Le jeune homme connaît des périodes noires comme les foyers et la prison. Alors qu'il est encore à l'école, âgé seulement de 12 ans, le jeune Laouni sèche les cours pour « arracher des sacs et faire des petits cambriolages ». « Je n'avais que quinze ans quand j'ai été expulsé de l'école et placé en foyer. Je fuguais tout le temps. Mais il ne fallait pas que je dorme chez moi, sinon les flics venaient me rechercher direct. Je dormais chez des gens, dans des voitures, dans des locaux, etc. C'était la misère. » déclare-t-il au magazine Planète Rap Mag. C'est alors le début d'une longue dérive. Effectivement, Laouni est envoyé en foyer d'urgence à l'âge de quinze ans après avoir agressé son professeur de mathématiques,. À sa sortie, il retombe pour vol avec arme, ses parents sont alors séparés. À son retour au quartier, le jeune homme connaissait seulement le square où passer ses journées et soirées à « boire, rouler des joints, vendre aux adultes du quartier du haschich, chercher du Rohypnol à la pharmacie pour les toxicomanes en manque ». Le seul objectif était de « remplir le frigo avec tous les moyens qu'il y avait ». Passant ses journées dans le square George-Sand à Trappes, il est, impliqué entre 1996 et 2000 dans plusieurs faits divers tels qu'outrage à agent, détention illicite de stupéfiants, association de malfaiteurs, recel de malfaiteurs, dégradation de bien privé, violence sur agent voie publique, violences volontaires, menaces avec arme blanche, actes de vandalisme, vol avec violence ainsi qu'extorsion de fonds. En 1997, le jeune Laouni commence à vendre toutes sortes de drogues (cocaïne, héroïne, cannabis et de l'amphétamine). Vente et consommation de drogue dont cocaïne, héroïne et alcool sont une routine pour le jeune Laouni à Trappes. Il purge dans la même année (1997) sa première peine d'emprisonnement à la maison d'arrêt de Bois-d'Arcy pour vol avec violence. Il est de nouveau incarcéré pour cambriolage avec séquestration 4 mois après la sortie de sa précédente peine. À sa sortie, Clément, son compositeur, vient le chercher et le ramène chez sa mère. Il trouve des scellés sur la porte, elle a été expulsée par les huissiers. Dans la foulée, ils enregistrent Regrets, des paroles écrites dans sa cellule à la maison d'arrêt de Bois-d'Arcy.
Pour éviter d'avoir de nouveaux ennuis, La Fouine décroche, avec l'aide de sa sœur Samira, un poste de médiateur à la mairie de Trappes. Il anime alors quatre ateliers d'écriture rap par semaine,. En octobre 2000, âgé alors de 18 ans, il est accusé d'avoir participé à un commando de huit personnes cagoulées qui ont déclenché un incendie criminel qui ravage la synagogue de Trappes avec des drapeaux israéliens brûlés. Une semaine après l'incendie, il est embarqué avec sept autres jeunes pour incendie criminel et actes antisémites et est condamné à la fin de 2001 à six mois de prison ferme pour dégradation de bien privé par substance incendiaire. Le lendemain de l'incendie, des petits du Square Jean Macé se sont vantés devant lui de leur forfait. La Fouine les avait vraisemblablement vus rôder le soir du drame et sont venus lui parler d'intifada et de la cause palestinienne. La Fouine purgera seul une énième peine d'emprisonnement à la maison d'arrêt de Nanterre en isolement total, suspecté de faire partie d'une bande d'islamistes radicaux. Les autres présumés furent tous relâchés. Questionné au commissariat de Nanterre, il refusera de donner aucun nom, il finira par rester plusieurs mois à la prison de Nanterre,. Il sort de prison en mars 2002 avant d'être à nouveau incarcéré trois semaines plus tard pour trafic de stupéfiants en bande organisée. Grâce à deux amis, la peine est réduite. Il sort une énième fois de prison et décide alors de se relancer dans sa carrière de rappeur complètement freinée par tous les séjours en prison que lui ont valu ses frasques. En 2001, avant ses deux peines d'emprisonnement, il a sorti son premier maxi J'avance avec la rappeuse Casey.

### Début de carrière (2001–2005)
À sa sortie en 2001, grâce à deux amis, le rappeur produit et sort son maxi J'avance sur le label Light 6 qui lui permet de se faire connaître dans la banlieue ouest parisienne. Il se retrouve vite sur des compilations puis mixtapes de grands rappeurs tels que Alibi Montana ou encore LIM. C'est le début de la célébrité pour le jeune Laouni, il ouvre ainsi la première édition d'Urban Peace au Stade de France le 21 septembre 2002,. Il profite pour s'inscrire au concours Max de 109 organisé par la radio Skyrock ainsi que les maisons de disques Sony Music Entertainment et Small Stone Records qui a pour but de dénicher les nouveaux talents du Rap et RnB français. Cinq concurrents sont alors en lice : le duo Ed & Enz, la chanteuse Pearl, le rappeur Fisto, le groupe Les Amateurs et La Fouine. Ne partant pas favori, Laouni séduit avec ses titres Mon Répertoire, Manque d'argent et 3 gars au ghetto. Il arrive pourtant en finale du concours mais le jeune homme y est battu par Fisto. Cette première apparition de La Fouine à la radio charme les maisons de disques[source secondaire souhaitée].
L'année 2003 est un véritable tournant pour le rappeur, il décroche un contrat avec Sony BMG et devient père d'une petite fille, prénommée Fatima comme sa propre mère. « Je suis sorti de prison sans aucune qualification. Ma fille est née à ce moment-là (en 2003) et je me suis dit qu’il fallait que j’arrête mes conneries » déclare-t-il au Parisien. Croquant la vie à pleine dent, La Fouine arrête de fumer et boire pour se consacrer à sa famille et à la musique. Son compositeur Clément lui présente Mala, proche du rappeur Booba et figure montante du hip-hop français, avec qui il enregistre un maxi en 2004 Boum Boum Boum. La Fouine divorce et n'obtient pas la garde de sa fille. Ayant l'ambition de percer dans le milieu du rap, Laouni continue de travailler son flow et son écriture avec l'aide de son frère Canardo et Clément d'Animalsons qui produisent désormais ses morceaux. Nouveau coup dur pour La Fouine, la mort de sa mère en 2005 l'affecte gravement et lui inspire le morceau Je regarde là-haut dans laquelle il lui rend hommage et souhaite rendre fière sa mère en continuant la musique[source secondaire souhaitée].

### Bourré au sonetAller-retour(2005–2007)
Après avoir sorti sa première street-tape Planète Trappes qui lui acquiert un début de légitimité dans le milieu du rap, il sort en 2005 son premier album, fortement marqué par le style californien, intitulé Bourré au son sur les labels Jive-Epic et Small Stone Records. Les titres L'unité et Quelque chose de spécial rencontrent un succès d'estime en étant beaucoup diffusés sur les radios,.
Fin 2006 Planète Trappes : Volume 2 révèle notamment son frère Canardo à travers trois titres, La Fouine sort ensuite son second album intitulé Aller-retour le 12 mars 2007, qui contient notamment Reste en chien avec Booba, Qui peut me stopper, classé 20e du Top 50 en juin 2007, On s'en bat les couilles, Banlieue sale avec Gued'1 & Kennedy et Tombé pour elle avec Amel Bent. L'album est ensuite certifié Disque D'or

### Mes repères(2009–2010)
Après avoir sorti la street-tape Capitale du crime qui met en avant les rappeurs des Yvelines, le troisième album du rappeur Mes repères sort en février 2009 et obtient un disque d'or en octobre 2009. Il comprend trois featurings notamment avec Soprano sur Repartir à zéro et encore Soprano avec Sefyu sur Ça fait mal (Remix) et Canardo (son jeune frère) sur Hamdoulah moi ça va.
Le 20 mai 2009, La Fouine se produit à l'Olympia. Passant dans cette salle après les plus grands chanteur de variétés, ce concert est une forme de consécration où lui est remis son premier disque d’or, qu’il reçoit en fin de concert. En effet, accompagné de son frère, producteur et rappeur, Canardo, de son DJ, élu meilleur DJ de l'année 2008, DJ Battle et de plusieurs artistes français avec lesquels il a fait plusieurs featuring, tels que Soprano, Sefyu, Kennedy, Jmi Sissoko, Amel Bent, Gued'1... Lors d’un show de près de 3 heures, il remixe Aux Champs Élysées de Joe Dassin et il joue à la guitare Talkin' About A Révolution de Tracy Chapman. L'album est depuis[Quand ?] certifié disque de platine.
La mixtape Capitale du crime : volume 2 sort le 18 janvier 2010, il se classe à la troisième place des ventes d'album en France dès la première semaine de sa sortie. S'y trouvent Canardo, Green Money, Kennedy, Vincenzo, Chabodo, A2P, Rickwell et Gued'1.
En avril 2010, il collabore avec Admiral-T et Medine sur le morceau Viser la victoire, extrait de l'album d'Admiral-T intitulé L’Instinct Admiral et ainsi que sur l'album 1 minute de silence de M.A.S (qui sort en 2011). Il fait aussi une apparition sur Street Lourd II, dans le morceau Dans nos quartiers en collaboration avec Alonzo et Teddy Corrona. Depuis, cette mixtape est certifiée disque d'or.

### La Fouine vs Laouni(2011–2012)

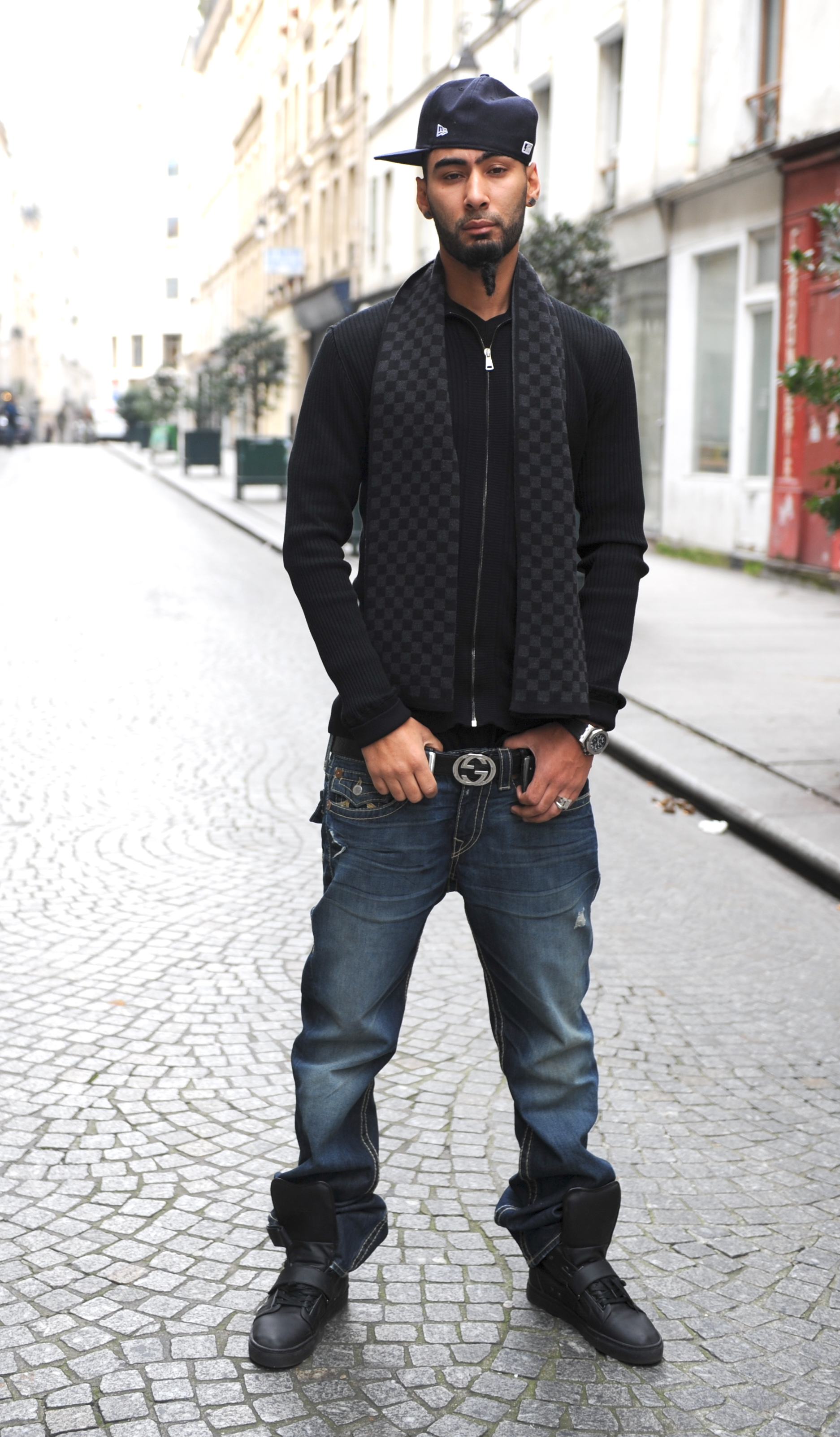
La Fouine, le 09 février 2011 à Paris.

En featuring avec Rohff, le premier extrait Passe-leur le salam, de son double album La Fouine vs Laouni est diffusé le 15 novembre 2010 sur la chaîne Youtube du rappeur. Veni, vidi, vici et Caillra for Life (en collaboration avec le rappeur californien The Game dans lequel il s'essaie au français) sont les deuxième et troisième extraits. Puis le quatrième extrait de cet album qui s'intitule Papa est un morceau où La Fouine parle de son père. Le cinquième extrait est sorti le 21 janvier 2011, il se nomme Les soleils de minuit. La Fouine a révélé la liste des titres mais aussi les productions de l'album le 21 janvier 2011. Les musiques sont notamment signées par Street Fabulous, Animalson, Dj E-Rise et Skalp tandis que son frère Canardo apparaît au micro sur le titre Bafana Bafana Remix[réf. nécessaire].

Le 7 mai 2011, La Fouine invite à son concert au Zénith de Paris, Kamelancien. Ce soir là, ils interprètent, avec Zaho, le titre Quand ils vont partir[pertinence contestée]. D'ailleurs, quelque temps après, celui-ci signe sur le nouveau label S-Kal Records, filiale de Banlieue Sale et Sony BMG. D'autres rappeurs notoires suivront comme Sultan ou encore MLC. La Fouine sort une réédition de son album La Fouine et Laouni le 15 juin 2011. En attendant sa nouvelle mixtape Capitale du crime vol. III, cette réédition comprend douze morceaux du double album avec un inédit et un remix. Depuis l'album est certifié Double disque de platine.

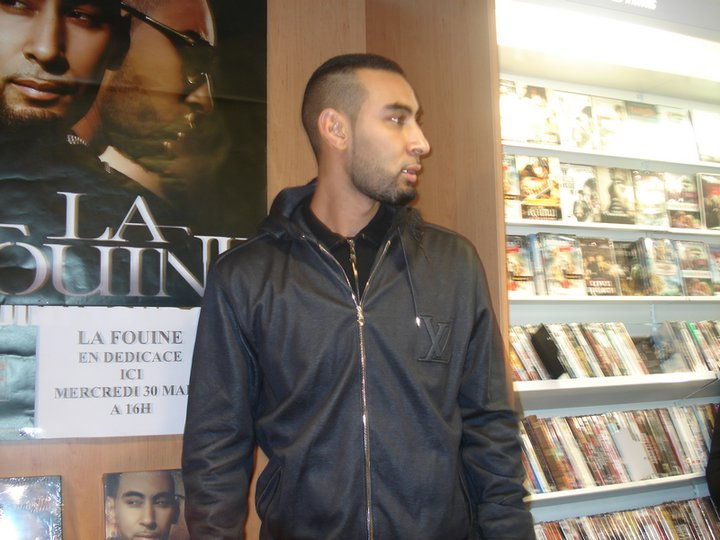
La Fouine au Forum de Besançon pour la promotion de son double album La Fouine vs Laouni.

La mixtape Capitale du crime : volume 3 sort le 28 novembre 2011. Elle contient de nombreux featurings notamment avec des stars américaines comme T-Pain sur Rollin' Like a Boss, DJ Khaled à la production sur VNTM.com et Ace Hood sur T'es mort dans le film. La mixtape s'écoule à 62 000 exemplaires et est certifiée Disque d'or. Il remporte également le MTV EMA du meilleur artiste français et est nommé aux Victoires de la musique en 2012. Il annonce fin 2012 qu'il est en préparation d'un cinquième album pour le début de 2013 dont on connait déjà trois titres : Je ne vous en veux plus, 7 ans déjà et Donne moi. L’album doit comporter de nombreuses collaborations avec des artistes français et internationaux.
Entre-temps, il adhère au groupe Trappes Stars créé par son ancien manager Bodé. Ce groupe est composé de quelques rappeurs de Trappes tels que Canardo, Green Money, M.A.S, Chabodo, Gued'1 ou encore les A2P. Tous sont réunis sur une compilation mixée par DJ Battle,.

### Drôle de parcourset album collaboratif (2013–2014)
Le 10 septembre 2012, La Fouine dévoile sur les réseaux sociaux le nom de l'album Drôle de parcours. Le premier extrait Paname Boss sort le 2 novembre 2012. 80 000 exemplaires de l'album sont vendus. Après Youssoupha en 2007, La Fouine intègre le jury de Popstars pour la saison 2013. Le 8 mai, La Fouine et l'équipe Montreality sortent le morceau Reign (Remix) à l'occasion de l'anniversaire de Bad News Brown, rappeur et joueur d'harmonica, assassiné le 11 février 2011 à Montréalet avec lequel La Fouine entretenait de bonnes relations,. Le clip vidéo de ce morceau lui rend hommage[source secondaire souhaitée].
Le 13 juin 2013, le rappeur annonce sur les réseaux sociaux qu'il est entré en studio pour préparer sa prochaine mixtape Capitale du crime volume 4. Le 25 juin, durant l'émission Popstars, la candidate Sindy est éliminée aux portes de la finale. Laouni, touché par la prestation que la jeune femme a donnée tout au long de l'aventure, décide de donner une chance à Sindy de faire carrière dans la musique. Il signe avec elle sur son label et s'engage à l'aider dans la réalisation d'un premier album. Deux semaines plus tard, à la fin du premier showcase du groupe The Mess au VIP Room de Paris, le groupe vainqueur de Popstars apprend que Maître Gims en compagnie de La Fouine et Zaho travailleront sur leur album[réf. nécessaire]. Le 25 juillet, il annonce aux médias qu'il travaille sur un récit autobiographie où il retracera sa carrière dans le rap, ses séjours passés en prison ainsi que les conséquences de la drogue sur sa personne. Quelques jours auparavant, La Fouine annonce sur sa page officielle Facebook qu'il était sur le tournage de la comédie À toute épreuve aux côtés de Marc Lavoine, Samy Seghir, Louise Grinberg ou encore Thomas Soliveres. Il participe à Urban Peace 3 le 28 septembre au Stade de France,. Le 4 septembre 2013, le premier extrait de Capitale du Crime Vol. 4 sort et s'intitule La Fête des mères.
En parallèle, il annonce fin octobre 2013 sur Twitter qu'un nouveau collectif dans la Banlieue Sale, Team BS, a été créé afin de sortir un album commun. La Team BS est constitué de lui-même, Sultan, Fababy et Sindy qui fut candidate de Popstars et qui toucha particulièrement La Fouine, à l'époque jury dans l'émission. Le premier extrait sort le 5 novembre 2013 est Vrais Frères. Un second extrait s'intitule Case départ. L'album sort le 24 février 2014 et est quelques mois plus tard certifié disque d'or. Dans une interview, La Fouine annonce que le projet Team BS sortira avant Capital du Crime 4. Le 24 novembre 2014, le rappeur de Trappes annonce officiellement la date de sortie de sa sixième mixtape. La mixtape comprend plusieurs rappeurs invités, dont le rappeur américain Omarion et compte 21 titres, dont 9 clips ; La Fête des mères ne figure pas dans la liste[pertinence contestée]. Quelques jours plus tard, La Fouine remercie ses fans et semble satisfait des exemplaires vendus pour CDC4 soit autant que pour sa précédente mixtape Capitale du crime 3.

### Nouveau monde(2015–2016)
Au début d'avril 2015, il accorde une interview à un média canadien et déclare travailler sur son prochain album. Dans cette même interview, le rappeur raconte son passé miséreux où il déclare avoir vendu du shit et cambrioler.
Le vendredi 15 octobre, il dévoile le premier extrait de son sixième album qui s'intitule Ça va toujours, une suite du clip Hamdoulah moi ça va, un morceau de l'album Mes repères.
En novembre 2015, il dévoile le deuxième extrait qui s'intitule Par intérêt. Le 18 décembre 2015, il sort son troisième extrait en featuring avec Lartiste qui s'intitule Insta.
Le vendredi 5 février 2016, il met en ligne sa liste officielle des morceaux pour permettre la précommande de l'album. Ca va toujours n'y a finalement pas figuré. Il dévoile le même jour son troisième extrait de l'album Nouveau monde qui s'intitule Argent sale.
Les vendredis qui suivent, Laouni lâche les uns après els autres ses clips Terminus, Sans ta voix, La fin du monde et Es-tu validé ? en exclusivité pour son « Fouiny Friday ». L'album n'a finalement compris qu'un seul featuring, avec Lartiste.
Donc après plus d'un an d'absence, La Fouine sort finalement son album, Nouveau Monde le sixième, le 4 mars 2016

### Capitale du crime Censuré(2016-2017)
Ayant beaucoup plongé dans le monde du pop et de la variété française sur ses projets précédents (Team BS, Nouveau Monde), ce qui lui aurait été reproché par une partie de ses fans, le rappeur décide de remonter à son niveau en sortant un nouveau projet de mixtape « hardcore » intitulé Capitale du crime Censuré. Boycottant sévèrement le président Donald Trump, il finit par quitter les États-Unis au début de septembre 2016 pour retourner dans son pays d'origine, le Maroc. Il déménage de Miami à Casablanca et enregistre tous les morceaux de la mixtape dans les studios au Maroc. Le 10 septembre 2016, le rappeur sort un extrait hors-album intitulé Donald Trump afin de donner un avant-goût du projet. Il signe alors officiellement son grand retour dans le rap hardcore en attaquant le président des États-Unis Donald Trump. C'est finalement à la mi-février qu'il dévoile son premier extrait intitulé Chargée, suivi de Litron, dont le clip a été tourné à Casablanca, dans sa ville de résidence, les deux clips dépassant les 5 millions de vues en moins d'un mois. Le 21 avril 2017, il enchaîne avec un troisième morceau hardcore intitulé RS4.
C'est finalement au début de mai 2017 que le rappeur dévoile le cover ainsi que la date de sortie (2 juin 2017) de CDCC. Le 18 mai 2017, deux semaines avant la sortie de sa septième mixtape, il dévoile le clip Donne-moi mes sous, un son basé sur une instrumentale AfroTrap, répliquant vertement aux rappeurs Booba et Benash qui l'ont récemment provoqué. Le 18 mai 2017 au soir, il prend part au podium dans le Festival Mawazine qui s'est déroulé à Rabat devant 150 000 personnes[réf. nécessaire]. Il dévoile 3 exclusivités de CDCC. La mixtape est bien sortie comme prévu le 2 juin, avec quatorze morceaux hard et quatre plus doux[source secondaire nécessaire].
Le 28 septembre 2017, La Fouine fait son retour depuis Capitale du crime Censuré vol. 1 et publie un single ne comptant pour aucun album, intitulé Aubameyang. Le 1er novembre 2017, à l'occasion de son interview avec Rapunchline, La Fouine dévoile officiellement le bulletin n°3 de son casier judiciaire en réponse aux allégations émises par le rappeur français Booba, à la suite de la divulgation du STIC de plusieurs rappeurs (dont la Fouine) sur le site violvocal par le hacker sioniste Ulcan, où il y est question d'agression sexuelle sur mineur.

### Sombre(2017-2018)
Après la mixtape Capitale du crime Censuré, La Fouine se détache de la musique pendant de longs mois et s'absente pendant une année complète pour retourner voir son père régulièrement[source secondaire souhaitée] à Casablanca au Maroc. Il déclare à la radio Mouv' : « Je n'avais plus l'envie. Mon père vit au Maroc. J'allais le voir plus souvent et à un moment, j'en avais marre de rentrer en France. J'ai décidé de rester là-bas. Je revenais seulement quelques fois pour faire quelques concerts ou entrer en studio. Un matin, je me suis levé de mon lit et je n'avais plus l'envie de revenir en France, et de faire cette musique. » dit-il. Il ajoute: « Un jour par hasard, je suis rentré en studio enregistrer le son Indécis. À ce moment, j'avais envie de faire un album tel que j'en avais envie qu'il soit. Loin d'un album pour radio ou télé ou des plans commerciaux »[source secondaire souhaitée].
Le rappeur s'inspirera des anciens classiques du rap français qu'il écoutait durant son enfance pour la production de plusieurs morceaux[source secondaire souhaitée]. Le 29 novembre 2017, il dévoile le premier extrait du projet intitulé Yencli dont le clip a été réalisé à Issaguen, au Maroc, à Montfermeil, en Seine-Saint-Denis, et à Trappes, dans la cité George-Sand. Le 19 janvier 2018, il sort un nouveau clip intitulé Ennemis, tourné dans le désert au Maroc. Un mois après, le 15 février, il sort un morceau intitulé Comme en 96 qui est réadapté à la sauce clous ou trap du morceau « Qu’est ce que tu deviens » d’ATK[source secondaire souhaitée]. Le 26 avril 2018, il met en ligne Musique Rap, un morceau où il utilise des productions instrumentales d’époque comme « Musique Rap » de Zoxea[source secondaire souhaitée]. Il sort par la suite le morceau Mohammed Salah qui accumule 9 millions de vues sur YouTube[source secondaire souhaitée].
Après une période d'absence des médias, La Fouine revient au début septembre 2018, participant à l'épisode 7 de la 2e saison de la web-émission Rentre dans le Cercle de Fianso. Il révèle dans cet épisode la sortie d'une double-mixtape intitulée Sombre prévue pour le mois d'octobre. Le 2 octobre 2018, Booska-P publie en exclusivité un freestyle de 2 minutes intitulé Booska Bresom[pertinence contestée]. Il dévoile par la suite la cover officielle du projet ainsi que 4 clips[source secondaire souhaitée] dans la deuxième semaine d'octobre 2018.

### BénédictionsetXXI(2019-2021)
En février 2019, La Fouine annonce la sortie d'un prochain projet intitulé Laouvie. En juin, La Fouine dévoile que le Laouvie sera un mélange de ses deux projets précédents Mes repères et Capitale du crime volume 3. Après de longs mois dans les studios d'enregistrement au Maroc et aux États-Unis, le rappeur annonce au début de janvier la sortie de son projet qui finira par s'appeler Bénédictions à la place de Laouvie avec comme date de sortie, le 24 janvier 2020. Il déclare également qu'il s'agit du dernier album de sa carrière mais changera d'avis par la suite.
Le 28 octobre 2020, La Fouine envoie un single aux sonorités drill, Millions. À ce jour le clip récolte 3 millions de vues sur YouTube. Le 3 avril 2021, il sort le single Sacoche.
En mai 2021, pour annoncer la sortie de son huitième album solo XXI, il dévoile la tracklist de cet album dans lequel on[Qui ?] retrouve 16 sons dont la plupart des sons sont déjà sortis et 2 featurings, Euthanasie avec Dinor Rdt et Billet de 500 avec Kofs. L'album sort finalement le 21 mai 2021. Le même jour que la sortie de l'album, La Fouine balance sur YouTube le clip de Euthanasie en featuring avec Dinor RDT. XXI s'est écoulé à 2 247 exemplaires en première semaine d'exploitation. Le 11 juin 2021, La Fouine sort le clip de Billet de 500 en featuring avec Kofs.
Le 21 juillet 2021, La Fouine sort le clip de Comment on fait, un son orienté pop urbaine. Dans ce clip, La Fouine joue un rôle en tant que chef d'un commando de bandits masqués prêts à commettre des activités illégales mais auxquelles ils renoncent à la fin du clip.

### Retour sur la scène française avecCapitale du Crime RadioetÉtat des lieux(depuis 2024)
En avril 2024, La Fouine a effectué un retour tonitruant sur la scène musicale à la cérémonie des Flammes alors qu'il avait dit qu'il ne participerait jamais à cette édition. À la suite de cela, ses streams ont augmenté de 152 % sur Spotify. Dans la foulée, il a annoncé son prochain projet à venir et le considère comme étant "le meilleur de sa carrière".
La Fouine a finalement annoncé son prochain projet comme une mixtape qui s'intitulera Capitale du Crime Radio, le sixième volet de sa série de mixtapes Capitale du Crime. En octobre 2024, il dévoile le premier extrait, dont le morceau Gangsta & Célèbre en featuring avec Leto. Le 8 novembre 2024, il sort le single Sierra Leone en featuring avec ZKR. Le 11 novembre 2024, il dévoile la tracklist avec des invités tels que Dinos, Youssoupha, ZKR, Leto, La Fève, Genezio, Franglish, Koba LaD, S.Pri Noir, Doums, Jey Brownie, RK, L2B Gang, Bushi, Malo, ISK, Mougli, Bay Swag, ElGrande Toto, Lossa et KLN.
Le 22 novembre 2024, il sort sa mixtape Capitale du Crime Radio. Le jour de sa sortie, il dévoile le clip de U can't see me en feat avec Koba LaD. Capitale du Crime Radio s'est vendue à 8 162 exemplaires en première semaine. Elle a permis à La Fouine de se classer dans le top 20 des artistes les plus écoutés sur Spotify, ce qui n'était jamais arrivé dans sa carrière depuis l’ère du streaming.
Le 8 et le 9 avril 2025, il remplit le Palais omnisports de Paris-Bercy de spectateurs durant deux soirs d'affilées pour un concert. Durant la première soirée, il fait parler de lui pour avoir remixé son morceau Du ferme pour ironiser avec une condamnation récente à l'encontre de la politicienne Marine Le Pen. Il chante alors avec son public « Elle a pris cinq piges », faisant référence à sa condamnation,. Par la même occasion, durant ce concert, il annonce un album exclusif qui sortira à minuit du 11 avril 2025, intitulé État des lieux, dévoilant par la même occasion son premier clip de cette album au même nom, en collaboration avec Ninho.

## Style et influences

### Côté La Fouine
Le style particulier de La Fouine se caractérise par sa voix mais surtout par ses expressions caractéristiques[source secondaire nécessaire] : « C'est ça », « Quoi d'neuf Fouiny Baby », « Louis » et « Skuuurt ». Côtoyant beaucoup la chanteuse Zaho, il produit des sons en featuring avec elle tels que Basta, Elle venait du ciel ainsi que Ma meilleure.
La Fouine est influencé par la scène hip-hop américaine et française des années 1980 et début des années 1990[source secondaire souhaitée].

### Côté Laouni
La Fouine possède également le côté Laouni qui produit de la chanson française et de la variété française. De Jacques Brel à Léo Ferré en passant par Georges Brassens ou Otis Redding, bercé par les mélodies qu’écoutait l'ensemble de sa famille, il développe ainsi en grandissant une oreille musicale et surtout une sensibilité à toutes sortes de mélodies. En 2016, il sort Nouveau Monde, un album plongé dans un rap conscient et variété française, ce qui lui aurait été reproché par une grande partie de ses fans.

## Relations et polémiques

### Collaborations et fréquentations (depuis 2001)
Hormis la Banlieue Sale, La Fouine a travaillé depuis ses débuts avec de nombreux artistes, dont Nessbeal, Amel Bent, Rohff, Booba, Médine, Lino, L'Skadrille, Sniper, Mister You, Leck, Six Coups MC, Zaho, Niro, Mac Tyer, Sefyu, Soprano, Tunisiano, Casey, Black Kent, Kamelancien, Orelsan, Sadek, Youssoupha, Alonzo, Roi Heenok, Corneille, Seth Gueko, Admiral T, DJ Khaled et des rappeurs américains comme T-Pain, Omarion, Game, Ace Hood, French Montana, Matchstick.
La Fouine a surtout mis des rappeurs en avant comme Fababy, Canardo, M.A.S, Ixzo, Kozi, Tino, Stone ou encore en invitant HOOSS dans Planète Rap sur Skyrock. La Fouine a surtout travaillé avec des rappeurs étrangers comme le célèbre rappeur allemand Farid Bang, Reda Taliani, Paul Frappier (mort le 11 février 2011), Don Bigg, Gyptian, DJ Mike One, Jmi Sissoko ou encore Cheb Tarik.
La Fouine côtoie des personnalités connues comme le kickboxer marocain Badr Hari, le footballeur international gabonais Pierre-Emerick Aubameyang, le footballeur international belge Yannick Ferreira Carrasco, le footballeur international malien Ousseynou Cissé, l'humoriste français Kev Adams, ou encore l'humoriste franco-marocain Jamel Debbouze.
Invité pour sa première fois au Gabon à Libreville en concert, le rappeur semble tomber sous le charme du pays et aurait demandé en plein concert au président Ali Bongo de lui offrir la nationalité gabonaise. « Monsieur le président dites oui !», aurait-il lancé… avant d’apparaître sur scène vêtu du maillot de Pierre-Emerick Aubameyang, célèbre joueur de l’équipe de football des Panthères du Gabon,.
Accusé d'antisémitisme en 2014 après l'affaire de sa précédente peine d'emprisonnement datant d'octobre 2000 où il purge une avant-dernière peine pour acte de vandalisme et acte antisémite contre la synagogue de Trappes, il dément être antisémite et décide alors de faire un featuring avec Patrick Bruel sur le morceau Maux d'enfants. Le rappeur fut très critiqué par une grande partie de ses fans pour sa collaboration avec le chanteur[source secondaire nécessaire].

### Accusations de violence en concert (2011)
Le 8 mai 2011, à l'occasion du Festival Inc'Rock en Belgique, La Fouine s’en prend à deux jeunes spectateurs pensant qu'ils lui avaient jeté des bouteilles en plastique lors de son concert : « Dégagez-le ! Ils vont bien se faire niquer leur race derrière, vous inquiétez pas la famille ! »
Puis, sous les sifflets du public, il ajouta : « Ce soir, La Fouine, il est venu vous donner que de l'amour. On va pas laisser deux-trois petits merdeux venir nous emmerder, la famille. ! ». Pendant ce temps, l'entourage du rappeur asséna aux deux adolescents coups de pied et coups de poing dans les coulisses, y compris lorsque l'un d'eux chuta à terre. Un policier fut blessé et un des jeunes interpellé. La scène fut filmée par un spectateur[source secondaire nécessaire].
L'organisation du festival condamnera cette manifestation de violence, ainsi que les propos de l'artiste au moment des faits,. La maison de disques et l'entourage de La Fouine tenteront de supprimer les vidéos de l'incident sur les différents sites internet.

### Cible de coups de feu (2013)
Le 4 février 2013, peu avant 5 heures du matin, le jour de la sortie de son album Drôle de parcours, le rappeur de Trappes a été la cible d'une fusillade dans les environs de Saint-Maur-des-Fossés dans le Val-de-Marne (94) alors qu'il rentrait d'une soirée avec un ami. Deux impacts de balle de type .22 Long Rifle avaient été constatés sur sa berline louée. Les douilles ont été trouvées sur place. L'auteur de l'incident aurait directement pris la fuite. Le rappeur n'a pas porté plainte et, trois jours plus tard, dans une interview, a déclaré : « Ce sont peut-être des fans, peut-être des jaloux, peut-être des gens qui attendaient la bonne occasion ».
Une enquête a été ouverte par la police judiciaire de Créteil pour tentative d'homicide volontaire. En novembre 2013, l'enquête a été classée sans suite.

## Vie privée

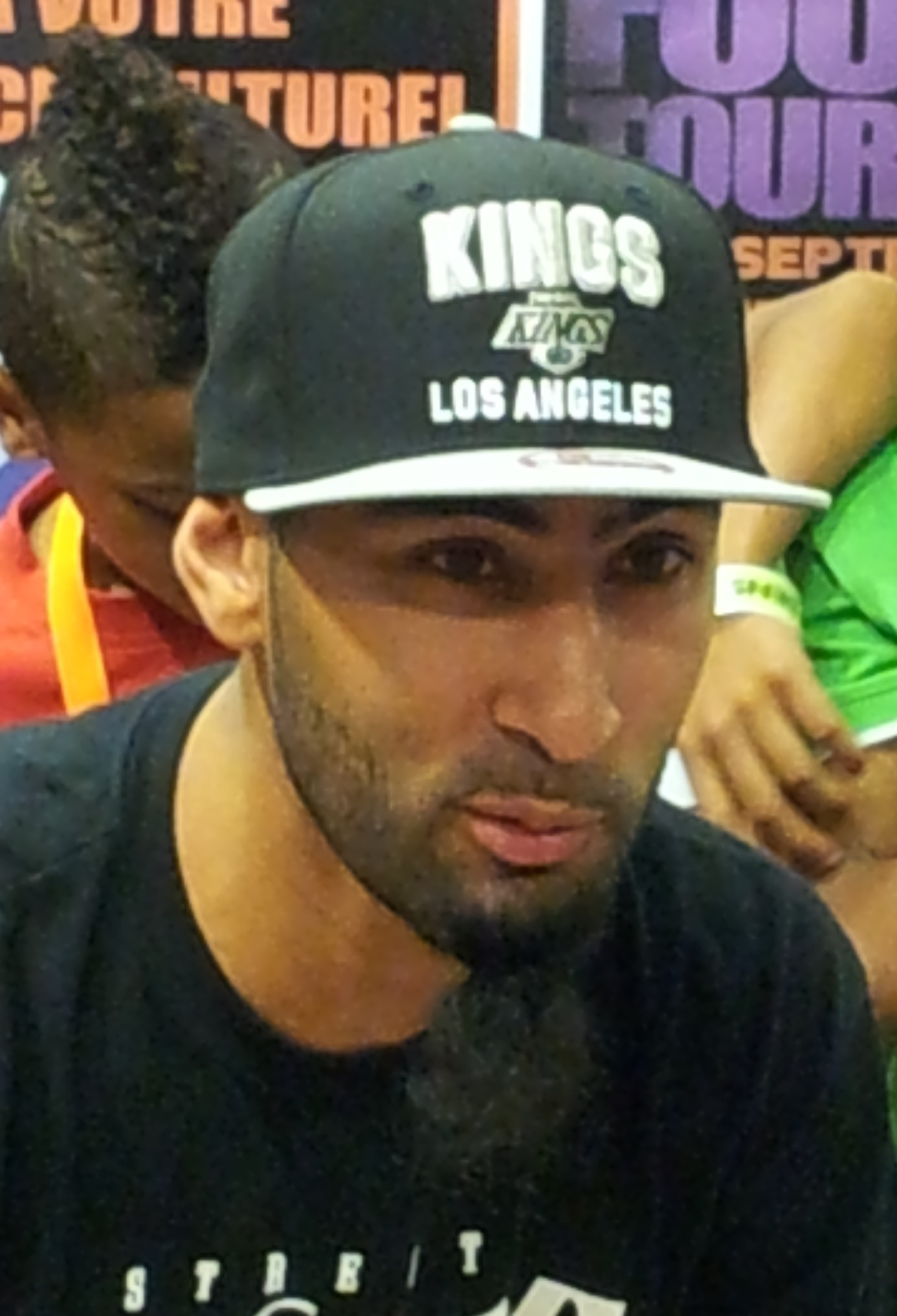
La Fouine en septembre 2011.

### Jeunesse (1985-2005)
En 2001, il sort de prison et commence sa carrière dans le rap. 
Marié à Fiona en 2002, une franco-malienne de Trappes dont il est divorcé, il a une fille prénommée Fatima (née en 2003) en hommage à sa mère, morte en 2005.

### Vie actuelle

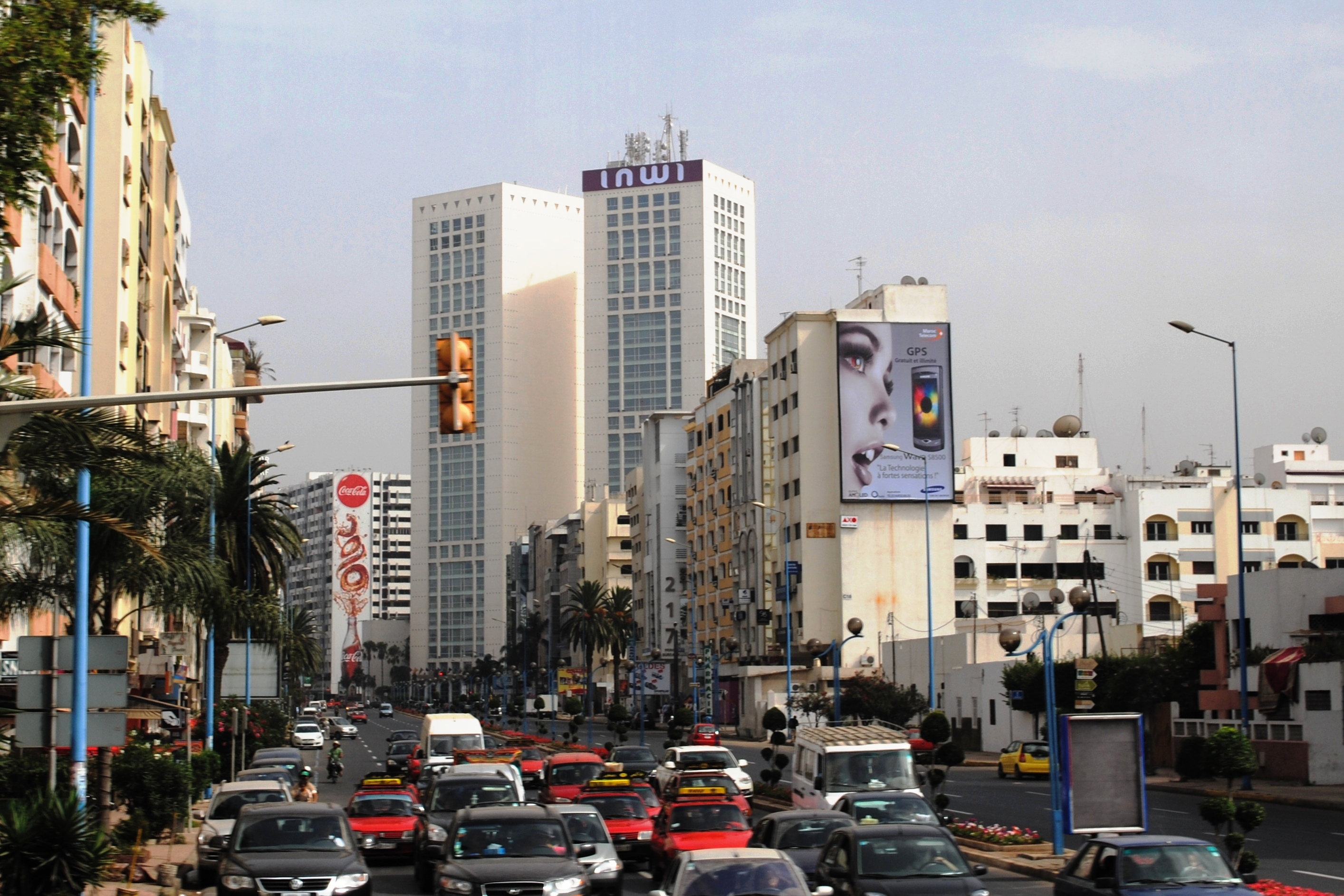
Casablanca, ville résidentielle de Laouni.

La Fouine parle plusieurs langues comme l'arabe marocain (langue maternelle), le français et l'anglais. La Fouine est un musulman pratiquant. Lors de chaque fête musulmane, il adresse un message à tous ses abonnés musulmans sur les réseaux sociaux. Très attaché à son pays, le Maroc, il déclare en mai 2017 dans une interview : « Je suis fier d'être Marocain, j'ai jamais oublié mes origines même si je suis né dans un pays étranger ».

### Donations aux associations
Après le séisme de 2010 en Haïti, Laouni décide de verser une grosse somme d'argent pour les associations d'aides humanitaires. 
Le 21 juillet 2014, alors que les morts se comptent par centaines en Palestine, La Fouine fait un appel d'urgence partout sur les réseaux sociaux en appelant ses fans à faire un don à l'association Barakacity. La Fouine poste une deuxième publication où il déclare : « Ce soir, comme chaque soir on s'endormira confortablement dans nos lits en se plaignant pour trois fois rien, pendant que des familles entières n'ont plus de toit. Merci. ».
La Fouine verse régulièrement des grosses sommes d'argent pour les orphelinats au Maroc.
Il devient ami avec Thierno Siradiou Bah en 2022, l’une de ses plus grande Fan.
À l'occasion de son Festival Mawazine qui s'est déroulé en mai 2017 à Rabat, il déclare un mois après : « je me trouve actuellement à l'orphelinat « La maison d'enfants Lalla Hasnaa », où je suis venu remettre une partie de mon cachet du festival de Mawazine à l'association, car les orphelins en ont plus besoin que moi ».

## Banlieue sale
Banlieue sale est un label indépendant créé par le rappeur La Fouine et son frère Canardo en 2008 pour s'auto-produire et mettre en avant de nouveaux artistes. Le label est distribué par Sony BMG/Jive Epic. Les labels S-Kal Records créé par les managers de La Fouine (Mohamed & Romaric) et Dynastie Music sont des filiales de Banlieue Sale.

### Banlieue sale
- Canardo[138] (aussi chez Henijai Music/S-kal Records)
- GSX [139]
- Sultan

Anciens artistes :
- Green Money[140]
- Chabodo
- Evaanz
- Fababy[138] (chez Barclay)
- M.A.S [141]
- Sindy[142]

### S-Kal Records
- DJ Skorp
- P.O.P
- Kamelanc'[138]
- Te2ss (Itsou, Obyzeul, Chester, Densflo, GhostRighter)

anciens artiste :
- MLC [138]
- Sultan[138]
- The Mess

## Discographie

### Albums
- 2005 : Bourré au son
- 2007 : Aller-retour
- 2009 : Mes repères
- 2011 : La Fouine vs Laouni
- 2013 : Drôle de parcours
- 2014 : Team BS (album collaboratif)
- 2016 : Nouveau Monde
- 2020 : Bénédictions
- 2021 : XXI
- 2025 : État des lieux

### Mixtapes
- 2008 : Capitale du crime
- 2010 : Capitale du crime volume 2
- 2011 : Capitale du crime volume 3
- 2014 : Capitale du crime volume 4
- 2017 : Capitale du crime Censuré
- 2018 : Sombre
- 2024 : Capitale du Crime Radio

## Nominations et récompenses

### MTV Europe Music Awards
| Année | Travail nommé | Catégorie                 | Résultat |
| ----- | ------------- | ------------------------- | -------- |
| 2011  | La Fouine     | Meilleur artiste français | Lauréat  |

### Victoires de la musique
| Année | Travail nommé       | Catégorie                                              | Résultat   |
| ----- | ------------------- | ------------------------------------------------------ | ---------- |
| 2010  | La Fouine           | Le groupe ou l'artiste révélation du public de l'année | Nomination |
| 2010  | Mes repères         | L'album de musiques urbaines de l'année                | Nomination |
| 2012  | La Fouine vs Laouni | L'album rap ou musiques urbaines de l'année            | Nomination |

### L'année du Hip hop
| Année | Travail nommé  | Catégorie            | Résultat   |
| ----- | -------------- | -------------------- | ---------- |
| 2008  | La Fouine      | Meilleur artiste rap | Nomination |
| 2008  | Aller-retour   | Meilleur album       | Nomination |
| 2008  | Reste en chien | Meilleure chanson    | Nomination |

### Trace Urban Music Awards
| Année | Travail nommé     | Catégorie                 | Résultat |
| ----- | ----------------- | ------------------------- | -------- |
| 2013  | La Fouine         | Meilleur artiste masculin | Lauréat  |
| 2013  | La Fouine/Zaho    | Meilleure collaboration   | Lauréat  |
| 2013  | Drôle de parcours | Meilleur album            | Lauréat  |

## Filmographie

### Cinéma
En dehors du monde du rap, La Fouine connait également une carrière d'acteur. Il fait ses débuts en 2009 dans le film Banlieue 13 : Ultimatum où il joua le rôle d'Ali K. Il concoctera d'ailleurs aussi le générique officiel intitulé Rien à perdre. Il revient 3 ans après dans le monde du cinéma dans un film marocain intitulé Un Marocain à Paris où il joua le rôle de Bickette. Par après, il obtiendra un rôle dans À toute épreuve en 2014, dans Les Nouvelles Aventures d'Aladin en 2015 ainsi que dans Alibi.com en 2017.
- 2009 : Banlieue 13 : Ultimatum de Patrick Alessandrin : Ali K[147]
- 2012 : Un marocain à Paris : Bickette[148]
- 2012 : Rouleur de journaux de Sébastien Rougemont : Ludo
- 2014 : À toute épreuve d'Antoine Blossier : Scarface[145]
- 2015 : Les Nouvelles Aventures d'Aladin d'Arthur Benzaquen : le fourbe conseiller du Vizir[149]
- 2017 : Alibi.com de Philippe Lacheau : Lui-même[150]
- 2019 : Night Walk de Aziz Tazi : détenu[151]

### Séries télévisées
- 2018 : Insoupçonnable mini-série d'Éric Valette : Jeff[152]

### Courts-métrages
- 2012 : court-métrage : Saïd de Valentin Frentzel et Benjamin Rancoule
- 2013 : court-métrage : Ride or Die de Al Huynh avec DJ Battle, Stomy Bugsy et Booba

## Télévision
- 2011 : On n'est pas couché sur France 2 (guest)
- 2012 : Soda sur W9 (guest)[154]
- 2013 : Popstars sur D8 (jury)[155]
- 2013 : Le Dézaping du Studio Bagel dans Le Before du Grand Journal sur Canal+ (guest)[156]
- 2013 : Nos chers voisins sur TF1 (guest)[157]
- 2014 : L'École des fans sur Gulli
- 2014 : Touche pas à mon poste ! sur D8 (chroniqueur)[158]
- 2015 : Vendredi tout est permis sur TF1 (guest)[159]
- 2016 : On n'est pas couché sur France 2 (guest)[160]
- 2016 : C à vous sur France 5 (guest)[161]
- 2016 : Le Grand 8 sur D8 (guest)[162]
- 2016 : Le Mad Mag sur NRJ 12 (guest)
- 2017 : Morocco Music Awards sur 2M (guest)

## Radio
- 2015 : Europe 1, Les pieds dans le plat (avec Cyril Hanouna)[163].
- 2017 : Hit Radio
- 2018 : Mouv'